# A informação quer ser livre
“A informação quer ser livre ” é uma expressão que significa que todas as pessoas devem ter acesso à informação livremente. Muitas vezes, é usada por ativistas de tecnologia para criticar as leis que limitam a transparência e o acesso geral à informação. Pessoas que criticam a lei de propriedade intelectual dizem que sistemas de monopólios concedidos pelo governo entra em conflito com o desenvolvimento de um domínio público da informação. A expressão é frequentemente creditada a Stewart Brand, que foi gravado dizendo isso em uma conferência de hackers em 1984.

## História
A frase icônica é atribuída a Stewart Brand, que, no final dos anos 1960, fundou o Whole Earth Catalog e argumentou que a tecnologia poderia ser libertadora ao invés de opressora. A primeira ocorrência registrada da expressão foi na primeira Conferência de Hackers em 1984. Brand disse a Steve Wozniak :

De um lado, a informação quer ser cara, porque é tão valiosa. A informação certa no lugar certo pode mudar a vida. De outro lado, a informação quer ser livre, porque o custo de deixá-lo livre torna-se cada vez menor. Há esses dois lados em luta.
Os comentários de Brand na conferência foram transcritos na Whole Earth Review (maio de 1985, p. 49) e um formulário posterior aparece em seu The Media Lab: Inventing the Future at MIT :

A informação quer ser livre. A informação também quer ser cara [...]. Essa tensão não sumirá.
Segundo o historiador Adrian Johns, o slogan expressa uma visão já articulada em meados do século XX por Norbert Wiener, Michael Polanyi e Arnold Plant, que defendiam a livre comunicação do conhecimento científico e criticava especificamente o sistema de patentes.